# Protecteur du citoyen (Québec)
Pour les articles homonymes, voir Protecteur du citoyen.
Le Protecteur du citoyen du Québec est un ombudsman nommé par l'Assemblée nationale. Le nom désigne à la fois l'institution et la personne qui la dirige. Le Protecteur du citoyen a été créé par l'entrée en vigueur, le 14 novembre 1968, de la Loi sur le Protecteur du citoyen.

## Mission
Le mandat du Protecteur du citoyen est de veiller au respect des droits des citoyens en intervenant auprès des ministères et des organismes publics relevant du gouvernement du Québec, ainsi qu’auprès des établissements du réseau de la santé et des services sociaux (en deuxième recours), en vue de remédier à une situation préjudiciable à un citoyen ou à un groupe de citoyens.
Dans le cadre de ce mandat, il attache une importance primordiale aux droits essentiels reconnus aux citoyens tant par Loi sur le Protecteur du citoyen et Loi sur le Protecteur des usagers en matière de santé et de services sociaux que par la Loi sur la justice administrative, la Loi sur l’administration publique et la Loi sur les services de santé et les services sociaux.
Depuis le 1er mai 2017, le Protecteur du citoyen traite les divulgations d'actes répréhensibles à l'égard des organismes publics et les plaintes en cas de représailles liées à ces divulgations.
Désigné par les membres de l’Assemblée nationale du Québec, le Protecteur du citoyen ne rend compte qu’à cette dernière. Il bénéficie donc de la neutralité, de l’indépendance et de l’impartialité nécessaires pour assumer sa fonction. Le mandat du Protecteur du citoyen est de cinq années et il est renouvelable.
En 2023-2024, le Protecteur du citoyen est intervenu auprès de 57 ministères et organismes, ainsi qu’auprès de 119 instances du réseau de la santé et des services sociaux. 44,7 % des motifs de plaintes et signalements en santé et services sociaux et environ un motif sur trois en administration publique (31,7 % pour les plaintes visant des organismes et 34,2 % pour celles visant les ministères)  ont été jugé fondés par le Protecteur du citoyen. Il a aussi traité 216 divulgations en matière d'intégrité publique.

## Historique
La Loi sur le Protecteur du citoyen a été adoptée le 14 novembre 1968 afin de créer un organisme qui se dit neutre, libre et indépendant chargé de recevoir, examiner et traiter les plaintes des citoyens à l’égard de l’administration gouvernementale. Le Québec devenait la troisième province canadienne, après l’Alberta et le Nouveau-Brunswick en 1967, à se doter d’un ombudsman parlementaire. Daniel Johnson, premier ministre de 1966 à 1968, est l’instigateur du Protecteur du citoyen au Québec. Il a eu cette idée à la suite d’une rencontre avec l’ombudsman de Suède, pays qui a donné naissance au concept d’ombudsman en 1713.
En 2006, le Protecteur du citoyen s’est vu confier le mandat de recevoir et de traiter en dernier recours les plaintes à l’égard du réseau de la santé et des services sociaux du Québec (hôpitaux, CLSC, CHSLD, CISSS et CIUSSS, mais aussi les résidences pour personnes âgées, les résidences privées d’hébergement pour personnes âgées, les entreprises de services ambulanciers et les centres de réadaptation). Ce mandat était jusqu'alors confié au Protecteur des usagers en matière de santé et de services sociaux.

### Liste des protecteurs du citoyen
| Nom                     | Mandat                           |
| ----------------------- | -------------------------------- |
| Louis Marceau           | 1er mai 1969 - 15 janvier 1976   |
| Luce Patenaude          | 31 août 1976 - 30 avril 1982     |
| Yves Labonté            | 1er mai 1982 - 28 août 1987      |
| Daniel Jacoby           | 31 août 1987 - 3 janvier 2001    |
| Pauline Champoux-Lesage | 3 janvier 2001 - 3 janvier 2006  |
| Micheline McNicoll      | 4 janvier 2006 - 26 avril 2006   |
| Raymonde Saint-Germain  | 27 avril 2006 - 14 novembre 2016 |
| Claude Dussault         | 15 novembre 2016 - 26 mars 2017  |
| Marie Rinfret           | 27 mars 2017 - 16 mars 2022...   |
| Marc-André Dowd         | 17 mars 2022 - ...               |

## Rapport annuel
Le Protecteur du citoyen transmet son rapport annuel d'activités et son rapport annuel de gestion au président de l'Assemblée nationale. Voir le rapport annuel 2023-2024 du Protecteur du citoyen
En 2023-2024, 24 867 motifs ont été traitées par le Protecteur du citoyen.
Ces motifs concernent :
- l'administration publique ;
- les services correctionnels ;
- la santé et les services sociaux ;
- l'intégrité publique.

En 2023-2024, le Protecteur du citoyen a aussi remis son rapport de l'Ombudsman correctionnel du Québec.